# Kongsvoldtunet
Kongsvoldtunet är ett norskt friluftsmuseum vid Lille Rostavatn i Målselvs kommun i Troms fylke. Det tillhör Midt-Troms Museum.

## Byggnaderna
- Lundbergstua är Kongsvoldtunets manbyggnad. Den stod till 1998 på gården Lundberg.
- Kongslistua byggdes 1846 på den närbelägna gården Kongli av Erik Andersen från Tynset.
- Velstua är det äldsta huset på tunet och flyttades hit från gården Kongli. Det kom från Fron i Gudbrandsdalen, där det lär ha uppförts 1826. Nybyggarlivet blev dock hårdare än väntat, varför familjen 1843 bröt upp från gården och flyttade tillbaka söderut.
- Ladugården uppfördes 1930.
- Härbret är från 1890 och flyttades till Kongsvoldtunet 1993 från gården Elvevold, omkring två kilometer längre ned i dalen.
- Kvarnen står i skogen bakom ladugården. Den har flyttats till tunet.
- Smedjan har till 1992 stått på gården Kongli.